# Lindenweiher
Lindenweiher este o arie protejată (sit de importanță comunitară — SCI, arie de protecție specială avifaunistică — SPA) din Germania întinsă pe o suprafață de 46,33 ha, integral pe uscat.

## Localizare
Centrul sitului Lindenweiher este situat la coordonatele 48°01′04″N 9°45′38″E / 48.0178°N 9.7606°E.

## Înființare
Situl Lindenweiher a fost declarat arie de protecție specială avifaunistică în martie 2001 pentru a proteja 4 specii de animale. Situl a fost protejat și ca sit de importanță comunitară în martie 2001.

## Biodiversitate
Situată în ecoregiunea continentală, aria protejată nu include niciun habitat protejat.
La baza desemnării sitului se află mai multe specii protejate de  păsări (4): erete de stuf (Circus aeruginosus), egretă albă (Egretta alba), Rallus aquaticus aquaticus, Tachybaptus ruficollis ruficollis